# Hoa hậu Iceland

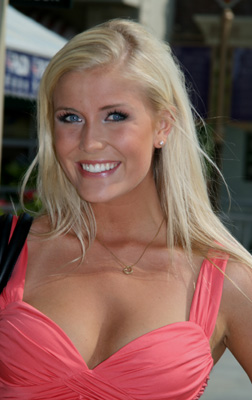
Hoa hậu Iceland 2007 Johanna Vala

Hoa hậu Iceland (tiếng Iceland: Ungfrú Ísland) là một cuộc thi sắc đẹp được tổ chức hàng năm ở Iceland. Cuộc thi lần đầu tiên được tổ chức vào năm 1950, khi đó mang tên gọi là Hoa hậu Reykjavik (Ungfrú Reykjavík). Từ năm 1951 đến năm 1953, không có cuộc thi nào nữa được tổ chức. Đến năm 1954, cuộc thi lại được tổ chức lại với tên gọi chính thức là Hoa hậu Iceland. Những thí sinh đoạt giải cao tại cuộc thi Hoa hậu Iceland sẽ được tham dự các cuộc thi sắc đẹp quốc tế như Hoa hậu Thế giới, Hoa hậu Hoàn vũ, Hoa hậu Quốc tế và Hoa hậu Scandinavia.
Đặc biệt vào năm 1977, cuộc thi Hoa hậu Iceland được tổ chức 2 lần, còn đến năm 1981, cuộc thi lại bị tạm hoãn.
Tuy là một quốc gia nhỏ với dân số chỉ khoảng 300.000 người song Iceland đã đạt được một số thành tích sắc đẹp quốc tế. Đất nước này sở hữu 3 danh hiệu Hoa hậu Thế giới (1985, 1988, 2005) và 1 danh hiệu Hoa hậu Quốc tế (1963). Đương kim Hoa hậu Iceland là Alexandra Ívarsdóttir, cô cũng lọt vào top 15 cuộc thi Hoa hậu Thế giới 2008.

## Các hoa hậu Iceland
| Năm          | Winner                          |
| ------------ | ------------------------------- |
| 1950         | Kolbrún Jónsdóttir              |
| 1951         | cuộc thi bị tạm hoãn            |
| 1952         | cuộc thi bị tạm hoãn            |
| 1953         | cuộc thi bị tạm hoãn            |
| 1954         | Ragna Ragnarsdóttir             |
| 1955         | Arna Hjörleifsdóttir            |
| 1956         | Ágústa Guðmundsdóttir           |
| 1957         | Bryndís Schram                  |
| 1958         | Sigríður Þorvaldsdóttir         |
| 1959         | Sigríður Geirsdóttir            |
| 1960         | Sigrún Ragnarsdóttir            |
| 1961         | María Guðmundsdóttir            |
| 1962         | Guðrún Bjarnadóttir             |
| 1963         | Thelma Ingvarsdóttir            |
| 1964         | Pálína Jónmundsdóttir           |
| 1965         | Sigrún Vignisdóttir             |
| 1966         | Kolbrún Einarsdóttir            |
| 1967         | Guðrún Pétursdóttir             |
| 1968         | Jónína Konráðsdóttir            |
| 1969         | María Baldursdóttir             |
| 1970         | Erna Jóhannesdóttir             |
| 1971         | Guðrún Valgarðsdóttir           |
| 1972         | Þórunn Símonardóttir            |
| 1973         | Katrin Gisladóttir              |
| 1974         | Anna Björnsdóttir               |
| 1975         | Helga Eldon                     |
| 1976         | Guðmunda Hulda Jóhannesdóttir   |
| 1977         | Kristjana Þráinsdóttir          |
| 1977 (lần 2) | Anna Björk Eðvarðsdóttir        |
| 1978         | Halldóra Björk Jónsdóttir       |
| 1979         | Kristín Bernharðsdóttir         |
| 1980         | Elisabet Traustadóttir          |
| 1981         | cuộc thi bị tạm hoãn            |
| 1982         | Guðrún Möller                   |
| 1983         | Unnur Steinsson                 |
| 1984         | Berglind Johansen               |
| 1985         | Halla Bryndís Jónsdóttir        |
| 1986         | Gigja Birgisdóttir              |
| 1987         | Anna Margrét Jónsdóttir         |
| 1988         | Linda Pétursdóttir              |
| 1989         | Hugrún Linda Guðmundsdóttir     |
| 1990         | Ásta Sigríður Einarsdóttir      |
| 1991         | Svava Haraldsdóttir             |
| 1992         | María Rún Hafliðadóttir         |
| 1993         | Svala Björk Arnardóttir         |
| 1994         | Margrét Skúladóttir Sigurz      |
| 1995         | Hrafnhildur Hafsteinsdóttir     |
| 1996         | Sólveig Lilja Guðmundsdóttir    |
| 1997         | Harpa Lind Harðardóttir         |
| 1998         | Guðbjörg Hermannsdóttir         |
| 1999         | Katrín Rós Baldursdóttir        |
| 2000         | Elín Málfríður Magnúsdóttir     |
| 2001         | Ragnheiður Guðfinna Guðnadóttir |
| 2002         | Manuela Ósk Harðardóttir        |
| 2003         | Ragnhildur Steinunn Jónsdóttir  |
| 2004         | Hugrún Harðardóttir             |
| 2005         | Unnur Birna Vilhjálmsdóttir     |
| 2006         | Sif Aradóttir                   |
| 2007         | Jóhanna Vala Jónsdóttir         |
| 2008         | Alexandra Ívarsdóttir           |